# Capataz de brigada
Antiguamente, en España se llamaba capataz de brigada al empleado que en los presidios se hallaba encargado del mando de una brigada. 
Según la ordenanza de presidios de 1834 los capataces de brigada debían ser elegidos entre los sargentos o cabos primeros retirados del ejército o de la armada por el subdelegado de fomento de la provincia a propuesta del comandante. Usaban el vestuario que se describía detalladamente en aquella y un sable corto de hoja recta para castigar sin riesgo. Se alojaban junto al dormitorio de los presidiarios para que pudieran vigilarles como correspondía. 
La misma ordenanza les imponía varias obligaciones, siendo las principales: 
- abrir los dormitorios y disponer que fueran saliendo al patio los presidiarios para que los cabos de vara pudieran practicar el reconocimiento de los primeros
- contar el número de los que cada uno tenía a su cargo pasándoles la revista de policía con el riguroso registro personal que estaba previsto
- disponer los demás actos de limpieza y aseo que debían practicarse en los dormitorios
- asistir a la lista de la tarde
- recibir por conducto de los cabos de vara las solicitudes de los presidiarios y ponerlas en conocimiento del ayudante
- recibir y distribuir las sobras
- cuidar de que los enfermos fueran presentados al facultativo en la visita diaria y de que los alimentos fueran de buena calidad y estuvieran bien condimentados
- celar la conducta de los cabos de vara y ejercer sobre ellos toda la inspección y vigilancia que la ordenanza recomendaba ya para corregir sus vicios, ya para evitar relaciones perniciosas sobre otros sujetos